# Louis Germond der Jüngere
Louis Germond (* 23. November 1825 in Bonvillars; † 26. Mai 1884 in Lutry) war ein Schweizer evangelischer Geistlicher und Gründer einer höheren Töchterschule.

## Leben

### Familie
Louis Germond war der Sohn seines gleichnamigen Vaters Louis Germond, Pfarrer und Begründer eines Diakonissenhospitals, und dessen Ehefrau Louise (geb. Wist). Sein Bruder war: 
Paul Germond (* 12. Juli 1835 in Yvonand; † 17. August 1918 in Prilly), Missionar in Afrika, verheiratet in erster Ehe mit Lucie (geb. Borgeaud dit Avocat) aus Penthalaz, Tochter eines Händlers aus Echallens, in zweiter Ehe heiratete er Léonie (geb. Marchal) aus Rothau im Elsass.
Louis Germond blieb zeit seines Lebens unverheiratet.

### Werdegang
Louis Germond besuchte an der Akademie Lausanne die Vorlesungen von Alexandre Vinet, Charles Secrétan (1815–1895), Charles Monnard und Adam Mickiewicz.
Er immatrikulierte sich zu einem Theologiestudium an der Theologischen Fakultät der Freien Evangelischen Kirche in Lausanne und wurde 1850 ordiniert.
Nach Beendigung des Studiums war er anfangs als freier Prediger in Denens tätig und gründete dort 1851 eine Pfarrei. 1852 trat er als Pfarrer an die Stelle seines Vaters, der mit dem Diakonissenhospital nach Pompaples umgezogen war.
Von 1857 bis 1862 war er Pfarrer in Rolle, bevor er Pfarrer in Lausanne wurde. 1870 wurde er dann Pfarrer in Lutry; dort eröffnete er 1874 eine höhere Töchterschule, die von über 300 Schülerinnen besucht wurde; er unterhielt auf eigene Kosten auch eine Unterrichtsklasse, die christliche Lehrerinnen ausbildete.
1865 wurde er Präsident der freikirchlichen Synode.